# Valerij Krivov
Valerij Michajlovič Krivov (in russo Валерий Михайлович Кривов?; in ucraino Валерій Михайлович Кривов?, Valerij Mychajlovyč Kryvov; Kryčaŭ, 21 settembre 1951 – Luhans'k, 24 dicembre 1994) è stato un pallavolista e allenatore di pallavolo sovietico, dal 1991 ucraino.

## Carriera

### Giocatore
La carriera di Valerij Krivov si svolge interamente tra le file dello Zvezda Vorošilovgrad con cui arriva per due volte al terzo posto nel campionato sovietico e con cui vince la prima edizione della Coppa delle Coppe.
Con la nazionale sovietica ha vinto un oro alle Olimpiadi, un campionato mondiale e un campionato europeo.

### Allenatore
La carriera di allenatore inizia nella Dynamo Luhans'k. Dopo una parentesi di due anni come allenatore della nazionale siriana, ritorna in pianta stabile in Ucraina dove allena per la seconda volta la Dynamo Luhans'k.
Muore all'età di 43 anni a Luhans'k.

## Palmarès

### Club

#### Giocatore
- Coppa delle Coppe: 1

1972-73

### Premi individuali
- 1974 - Campionato sovietico: Incluso tra i 24 migliori pallavolisti dell'URSS
- 1975 - Campionato sovietico: Incluso tra i 24 migliori pallavolisti dell'URSS
- 1976 - Campionato sovietico: Incluso tra i 24 migliori pallavolisti dell'URSS
- 1977 - Campionato sovietico: Incluso tra i 24 migliori pallavolisti dell'URSS
- 1978 - Campionato sovietico: Incluso tra i 24 migliori pallavolisti dell'URSS
- 1979 - Campionato sovietico: Incluso tra i 24 migliori pallavolisti dell'URSS
- 1980 - Campionato sovietico: Incluso tra i 24 migliori pallavolisti dell'URSS